# Triodus
Genre
Triodus est un genre éteint de requins d’eau douce de l’ordre également éteint des Xenacanthiformes. Ce genre a vécu du Carbonifère au Trias. Ses restes fossiles ont été mis au jour en Amérique du Nord. En 2017, l’espèce Triodus richterae a été découverte au Brésil.

## Espèces
- Triodus elpia
- Triodus moorei
- Triodus richterae

## Liste d'espèces
Selon BioLib (31 mai 2019) :
- Triodus moorei (Woodward, 1889) †

Selon Paleobiology Database (31 mai 2019) :
- Triodus elpia
- Triodus moorei (Woodward, 1889) †